# Międzylesie (Oborniki)
Pour les articles homonymes, voir Międzylesie.
Międzylesie (prononciation : [mjɛnd͡zɨˈlɛɕɛ]) est un village polonais de la gmina de Rogoźno dans le powiat d'Oborniki de la voïvodie de Grande-Pologne dans le centre-ouest de la Pologne.
Il se situe à environ 3 kilomètres au sud de Rogoźno (siège de la gmina), à 16 kilomètres au nord-est d'Oborniki (siège du powiat), et à 37 kilomètres au nord de Poznań (capitale de la Grande-Pologne).

## Histoire
De 1975 à 1998, le village faisait partie du territoire de la voïvodie de Piła.

Depuis 1999, Międzylesie est situé dans la voïvodie de Grande-Pologne.
Le village possède une population de 122 habitants en 2005.